# کیوگوکو ماریا
کیوگوکو ماریا (به ژاپنی: 京極マリア Kyōgoku Maria)، یوفوکو-این (به ژاپنی: 養福院) او دومین دختر آزای هیساماسا و خواهر بزرگتر آزای ناگاماسا و مادر کیوگوکو تاکاتسوگو، کیوگوکو تاکاموتو و کیوگوکو تاتسوکو بود . او پس از اینکه به دین مسیحیت درآمد نام ماریا را بر خود گذاشت. وی همچنین خاله یودو-دونو همسر غیراصلی تویوتومی هیده‌یوشی بود.